# 多瑙河上游基希贝格
多瑙河上游基希贝格是奥地利上奥地利州罗尔巴赫县的一个市镇。总面积21平方公里，总人口1055人（2018年）。